# Legionellose-Ausbruch in Jülich 2014
Der Legionellose-Ausbruch in Jülich 2014 war ein gehäuftes Auftreten untypischer, schwerer Lungenentzündungen ab dem 14. August 2014.  Insgesamt wurden rund 70 Erkrankungs- und Verdachtsfälle von Legionellose bekannt, der letzte Patient wurde am 17. Oktober gemeldet. Zwei Menschen verstarben während der Epidemie an einer Lungenentzündung, Legionellen wurden in einem Fall nachgewiesen.
Mikrobiologische Befunde zeigten, dass es sich bei dem Auslöser der Erkrankung, die auch als Legionärskrankheit bekannt ist, um den Erreger Legionella pneumophila handelte. Dieses Bakterium vermehrt sich bei Temperaturen zwischen 25 und 40 °C in Einrichtungen der Wasserversorgung und Kühlanlagen und wird – als Bioaerosol verbreitet – von den Betroffenen über die Atemwege aufgenommen.

## Ablauf des Ausbruchs
Beginnend am Donnerstag, dem 14. August 2014 wurden in der örtlichen Klinik, dem St. Elisabeth Krankenhaus über 40 Patienten mit schweren Lungenentzündungen zur stationären Behandlung aufgenommen. Mit 25 stationären Aufnahmen wegen ambulant erworbener Pneumonien an einem Wochenende wurde der Höchstwert erreicht. Die im Laufe des Wochenendes beobachtete Häufung von schweren Pneumonien wurde am folgenden Werktag den zuständigen Gesundheitsbehörden gemeldet. Seit der Registrierungspflicht von Legionellose  gemäß § 7 Infektionsschutzgesetz vom 1. Januar 2001 war dies die drittgrößte Epidemie in Deutschland.

## Behandlung und Diagnosesicherung

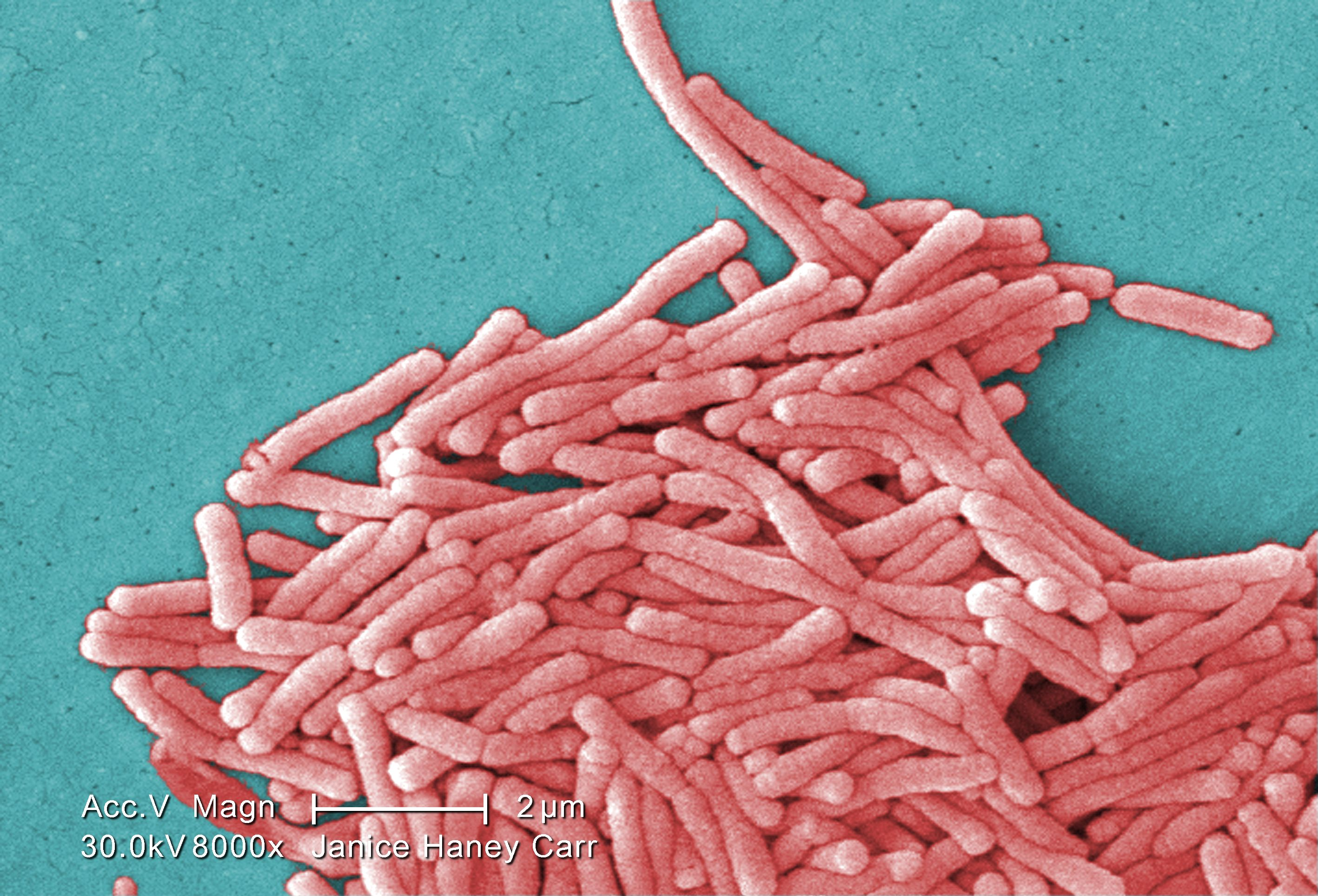
Legionella pneumophila unter dem Rasterelektronenmikroskop

Angesichts der Schwere des Krankheitsbildes der zugewiesenen Patienten räumten die behandelnden Ärzte der sofortigen und wirksamen Behandlung Priorität vor den Erfordernissen der Diagnosesicherung ein. Die frühzeitige und konsequente Behandlung mit einer geeigneten Antibiotika-Kombination hat somit wahrscheinlich zu Lasten eindeutiger mikrobiologischer Befunde dazu beigetragen, dass die in der diesbezüglichen Literatur angeführte Letalität von 10 bis 15 % deutlich unterschritten wurde.
Nachdem in den Kühltürmen des Kohlekraftwerks Weisweiler eine pathogene Konzentration von Legionellen gefunden worden war, züchtete und typisierte ein Speziallabor in Dresden die im Kühlsystem und in den Patienten gefundenen Legionellen, um eine lückenlose Kausalkette von den aufgefundenen Legionellen zu den bei den Patienten vorgefundenen Krankheitserregern darzustellen.
Ein Experte für Umwelthygiene hatte bereits 2010 auf die Gefahrenquellen von Legionellosen und die mangelhafte Regulierung in Deutschland hingewiesen und äußerte sich kritisch über den Ausbruch der jüngsten Epidemie:

„Bei entsprechenden Vorsichtsmaßnahmen ist Legionellose eine vollständig verhütbare Infektion.“

Im weiteren Verlauf der Epidemie forderte Exner die gesetzliche Verankerung der Untersuchung auf Legionellen bei sämtlichen Lungenentzündungen, um eine korrekte Behandlung sicherzustellen. Mit dieser Maßnahme würden Legionellosenquellen früher erkannt werden. Die Dunkelziffer der Erkrankungen ist beträchtlich und die Intervalllänge bei der Untersuchung von Kühltürmen sollte mindestens halbiert werden (aktuell halbjährlich, sofern freiwillig VDI-Norm 6022 Verwendung findet), da die Vermehrung der Legionellen auf gefährliche Konzentrationen innerhalb von 2 Monaten in vorher gereinigten Rückkühlwerken möglich ist.

## Medienberichterstattung
Seit dem 17. September 2014 berichteten die Medien unter unterschiedlichen Überschriften (Beispiele: „Jülich: Rätsel um Lungeninfektionen“, „Lungenentzündungs-Welle und drei Tote in Jülich“) über die ungewöhnliche Häufung von Pneumonien. Nach 12 Tagen wurden Parallelen zum Legionellose-Ausbruch in Warstein 2013 gezogen. Sämtliche Berichte beziehen sich auf Pneumonien. Die schwächere Verlaufsform, welche zu etwa 90 % der Infektionen in Form von Pontiac-Fieber auftritt, wird nicht erwähnt.

## Suche nach der Infektionsquelle

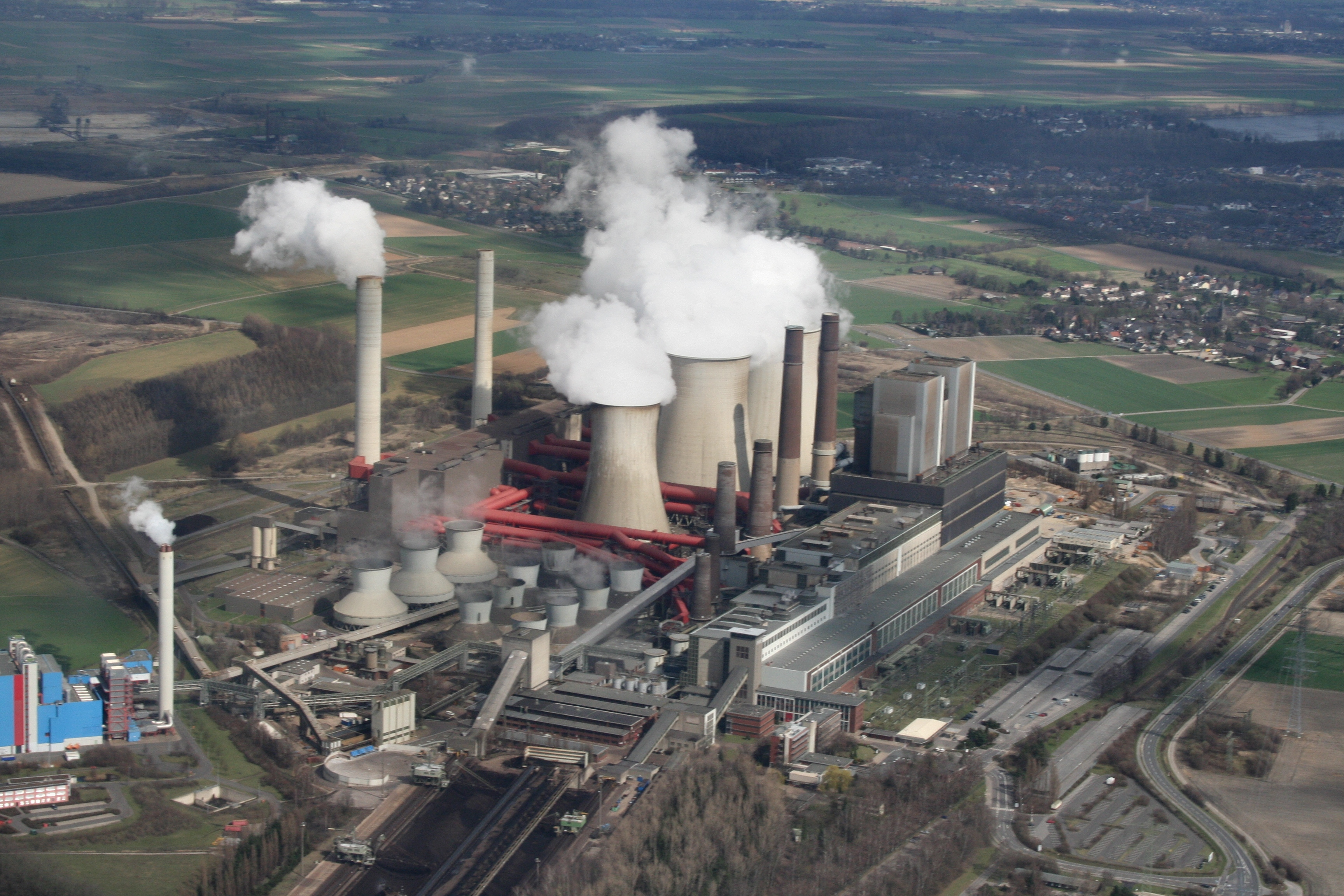
Kohlekraftwerk Weisweiler. Block F war 2014 mit 275.000 KBE pathogener Legionellen kontaminiert.

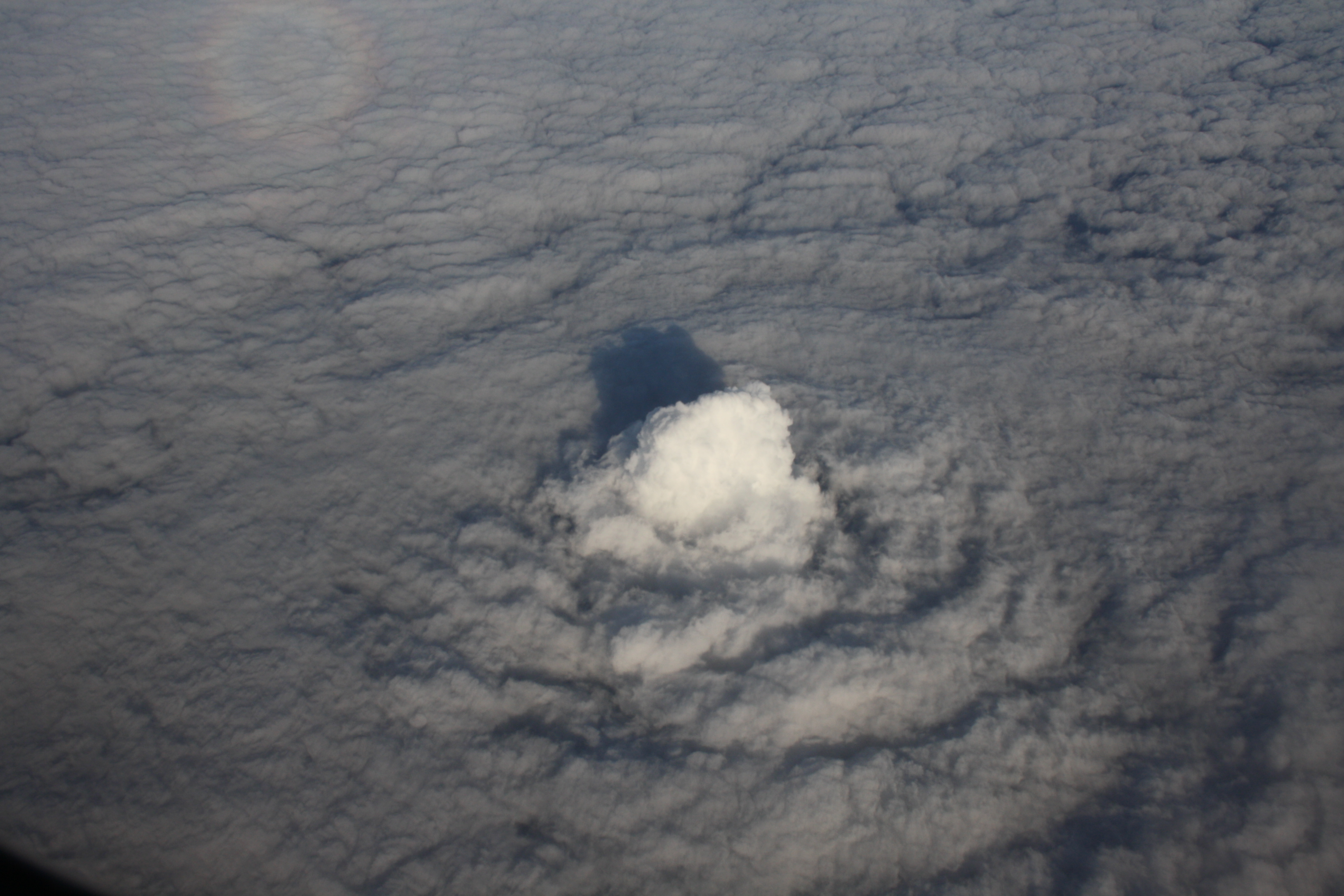
Luftbild Weisweiler. Das Aerosol von Kühltürmen kann über 10 km Entfernung eine Infektionsquelle sein.

Das Kohlekraftwerk Weisweiler und das Forschungszentrum Jülich wurden von der Presse als mögliche Verursacher betitelt. Nach Windsimulationen schien die Wahrscheinlichkeit des Kohlekraftwerks als Infektionsquelle hoch, beim Forschungszentrum sehr gering. Das Umweltministerium NRW meldete am 1. Oktober, dass in Block F zu 61.500 koloniebildende Einheiten je 100 mL nachgewiesen wurden, der WDR vier Tage später, dass der betroffene Block F abgeschaltet wurde, die mit mind. 7.500 KBE kontaminierten Blöcke E,G und H blieben am Netz. In der Kühlanlage eines kunststoff- und eines metallverarbeitenden Betriebes wurden ebenfalls Legionellen nachgewiesen, allerdings eine nach Angabe der Stadtverwaltung in Düren unkritische Konzentration. Die verkeimten Kühlsysteme im FZJ und den Betrieben wurden direkt abgeschaltet.
Nachdem die erste Infektionswelle ohne Sicherung der Erreger abgeklungen war, sorgte ein Einzelfall am 15. September dafür, dass eine Probe des Bakteriums entnommen werden konnte. Die Identifikation der Infektionsquelle wurde durch die seltene Serogruppe 5 des häufig in Gesellschaft von Amöben oder Bakterien der Ordnung Desulfuromonadales auftretenden Bakteriums erleichtert. Bis zum 6. November waren zwar bei 39 Personen Legionellen nachweislich Krankheitserreger, die Infektionsquelle aber noch unklar. Gemeinsamkeit dieser Patienten war ein Aufenthalt in Jülich. Proben aus den Gewässern in und um Jülich waren genetisch nicht mit den Patientenproben identisch, ebenso die Legionellen aus der Kühlanlage des FZJ (Analysebefund: Serogruppe 1).
Am 10. Oktober wurde eine weitere Legionellose im Kreis Düren nachgewiesen, die Infektionsquelle war wahrscheinlich im Oktober noch nicht beseitigt (Legionellose wird nicht von Mensch zu Mensch übertragen, die Inkubationszeit beträgt 2–10 Tage.).
Am 28. Oktober lag die Verkeimung in Block F immer noch bei 25.000 KBE, welche laut der Bezirksregierung nicht als Erreger der Epidemie belegt wurden.
Der Kreis Düren erklärte die Epidemie am 11. November ohne Quellenzuordnung für beendet, die bekannten kontaminierten Kühlwerke sollten auch danach noch engmaschig kontrolliert werden.

## Auswirkungen des Ausbruchs
- Der Kreis Düren ordnete am 19. September eine Meldepflicht für alle Betreiber von Rückkühlwerken in der Stadt Jülich an.[23]
- Die Landesumweltministerium wies im September die Bezirksregierung Köln und RWE an, die Legionellenbelastung zu reduzieren.[14]
- RWE schaltete im September den stark kontaminierten Block F des Kohlekraftwerkes Weisweiler ab.[8]
- Am 2. Oktober tagte ein Expertengremium im Landesumweltministerium und analysierte die Epidemie.[8] Das Ministerium ordnete daraufhin eine landesweite Überprüfung aller Kühltürme an.[24]
- Die Landesregierung brachte im Oktober über den Bundesrat eine Gesetzesinitiative ein, dass Kühlanlagen regelmäßig auf Legionellen untersucht werden müssen.[6]
- Die Bezirksregierung Köln forderte RWE am 28. Oktober zu einer Desinfektion von Kühlwasser und Kühlturm des mittlerweile wieder genutzten Block F auf. Eine Untersuchung in Absprache mit dem Landesumweltministerium hatte kurz zuvor eine Verkeimung mit 25.000 KBE Legionellen je 100 mL und damit die Mangelhaftigkeit der bisherigen Maßnahmen belegt.[22] Austausch des Kühlwassers und Reinigung waren nicht zielführend und wurden zwischen dem 7. und 9. November mit dem Einsatz von Bioziden ergänzt.[4]
- Das LANUV verbot das Wiederhochfahren des am 28. November abgeschalteten Block F, als 275.000 KBE im Kühlkreislauf nachgewiesen wurden. Nach der Vorlage eines kurzfristige Maßnahmenkonzepts zum Erreichen einer Belastung unter 50.000 KBE und langfristig 10.000 KBE wurde das Verbot aufgehoben.[25]
- Der Ausschuss für Umwelt der Stadt Wuppertal ordnete am 2. Dezember eine Prüfung aller offenen Kühlsysteme im Stadtgebiet auf Legionellen an.[26] Dieser Beschluss erfolgte nach einem Antrag mit Hinweis auf die Legionellosen in Warstein und Jülich.[27]

## Weitere Fälle von verkeimten Kühlsystemen
Bei Rückkühlwerken, die mit offenen Wasserkreisläufen arbeiten, besteht die Gefahr einer Verkeimung und einer Verbreitung der Keime per Aerosol. Diese Erkenntnis wurde seit der Erfassung von Legionellosen in Europa mehrfach belegt:
- Europäische Epidemien: Murcia, Spanien (2001, Belüftungsanlage mit einem Kühlturm); Barrow-in-Furness, England (2003, Kühlturm); Lens, Frankreich (2004, Kühlturm) und Genf, Schweiz (2001, wahrscheinlich Kühlturm).[29]
- Im Sommer 2012 wurden in Rheinland-Pfalz und im Saarland über 20 Personen durch einen Kühlturm mit Legionellen inzifiziert.[30]
- Der Legionellose-Ausbruch in Warstein 2013 wird auf ein Rückkühlwerk zurückgeführt.
- Das Kohlekraftwerk Moorburg wurde im Probebetrieb 2013 stillgelegt, da Legionellen mit 2.300 KBE/100 mL im Kühlkreislauf nachgewiesen wurden.[31]